# Pulau Rempang
Pulau Rempang är en ö i Indonesien.   Den ligger i provinsen Kepulauan Riau, i den västra delen av landet, 800 km norr om huvudstaden Jakarta. Arean är 160 kvadratkilometer.
Terrängen på Pulau Rempang är platt. Öns högsta punkt är 163 meter över havet. Den sträcker sig 21,1 kilometer i nord-sydlig riktning, och 20,9 kilometer i öst-västlig riktning.  I omgivningarna runt Pulau Rempang växer i huvudsak städsegrön lövskog.